# SAAM
SAAM es  una empresa multinacional   Chilena con más de  60 años de historia  que opera en 13 países de América (desde Canadá hasta Chile), donde se ha consolidado como un actor clave para el comercio exterior.
A nivel bursátil, la compañía se cotiza en la Bolsa de Comercio de Santiago.
A través de SAAM Towage, es líder global en remolcaje portuario, ofreciendo servicios de atraque y desatraque de buques, servicios a O&G y GNL, offshore, especiales y apoyo en emergencias. 
Con Aerosan, en tanto, apoya la logística de carga aérea, ofreciendo entre otros servicios manejo físico y documental de carga, atención en rampa a aeronaves y servicios a pasajeros. 
Historia
SM SAAM nació en 2011 de la división de la Compañía Sud Americana de Vapores S. A. (CSAV), operación por la cual recibió como activo la propiedad accionaria de SAAM S.A. (SAAM), empresa fundada por CSAV en 1961 para desarrollar agenciamiento marítimo, estiba y desestiba de carga, remolque marítimo y equipamiento portuario, y que se encontraba internacionalizando sus operaciones. 